# Konfederacja Kolejowych Związków Zawodowych
Konfederacja Kolejowych Związków Zawodowych – organizacja zrzeszająca związki zawodowe działające na terenie polskich kolei.
Konfederacja od 8 lipca 2008 jest członkiem centrali związkowej Ogólnopolskie Porozumienie Związków Zawodowych.

## Skład Konfederacji
- Związek Zawodowy Maszynistów Kolejowych w Polsce, Warszawa
- Związek Zawodowy Drużyn Konduktorskich w RP, Warszawa
- Związek Zawodowy Dyspozytorów PKP, Warszawa
- Związek Zawodowy Kolejarzy w Przemyślu, Przemyśl
- Ogólnopolski Związek Zawodowy Straży Ochrony Kolei, Warszawa

## Siedziba
Zarząd związku mieści się nieopodal przystanku PKP Warszawa Ochota w budynku wybudowanym w 1949, mieszczącym m.in. Urząd Dzielnicy Warszawa-Ochota, spółki PKP Cargo oraz PKP Intercity; przez lata mieściła się tu również dyrekcja Polskich Linii Lotniczych LOT oraz Zjednoczenie Zakładów Naprawczych Taboru Kolejowego.